# Carnival Jubilee
Carnival Jubilee es un crucero construido para Carnival Cruise Line. Es el tercer barco de la clase Excellence, aunque fue el primero construido por los astilleros Meyer Werft en Papenburg, Alemania. La construcción del barco comenzó el 18 de marzo de 2022 y completó su primera ronda de pruebas en el mar el 14 de noviembre de 2023 en el Mar del Norte. Fue entregado a Carnival el 4 de diciembre de 2023, y entró en servicio el 23 de diciembre de 2023 desde el puerto de Galveston en los Estados Unidos. 